# Andrzej Skorupiński
Andrzej Szczepan Skorupiński (ur. 23 lipca 1944 w Warszawie, zm. 29 kwietnia 2020) – polski lekkoatleta, płotkarz, mistrz i reprezentant Polski.

## Kariera sportowa
Był zawodnikiem Spójni Warszawa.
Jego największym sukcesem w karierze był złoty medal mistrzostw Polski seniorów w biegu na 400 metrów ppł w 1965.
W latach 1964–1965 reprezentował Polskę w czterech meczach międzypaństwowych, w tym w półfinale Pucharu Europy w 1965, gdzie zajął 6. miejsce, z wynikiem 53,9.
Rekord życiowy na 110 m ppł: 14,9 (1965), na 400 m ppł: 52,3 (1965).
Został pochowany na cmentarzu Północnym w Warszawie.